# Dygowo
Dygowo (tuż po wojnie Degów, niem. Degow) – wieś gminna w Polsce położona w województwie zachodniopomorskim, w powiecie kołobrzeskim, w gminie Dygowo.
Według danych z 1 stycznia 2011 r. wieś miała 1615 mieszkańców.
W miejscowości ma siedzibę jednostka Ochotniczej Straży Pożarnej włączona do krajowego systemu ratowniczo-gaśniczego.

## Położenie
Dygowo leży na trasie linii kolejowej nr 404 (Szczecinek–Białogard–Kołobrzeg) i przy drodze wojewódzkiej nr 163 (Kołobrzeg-Białogard-Wałcz). Przez Dygowo przepływa potok Olszynka. Około 1 kilometra na północ-północny wschód od centrum wsi znajduje się stacja kolejowa Dygowo.

## Historia
Miejscowość po raz pierwszy wzmiankowana była w roku 1276 w dokumencie informującym o nadaniu wsi kapitule kolegiackiej w Kołobrzegu przez biskupa kamieńskiego Hermanna von Gleichena. W 1334 Dygowo stało się własnością biskupa kamieńskiego, który w dwa lata później sprzedał wieś kapitule kolegiackiej w Kołobrzegu. Od 1945 r. w granicach Polski.
W latach 1954–1972 wieś należała i była siedzibą władz gromady Dygowo. 

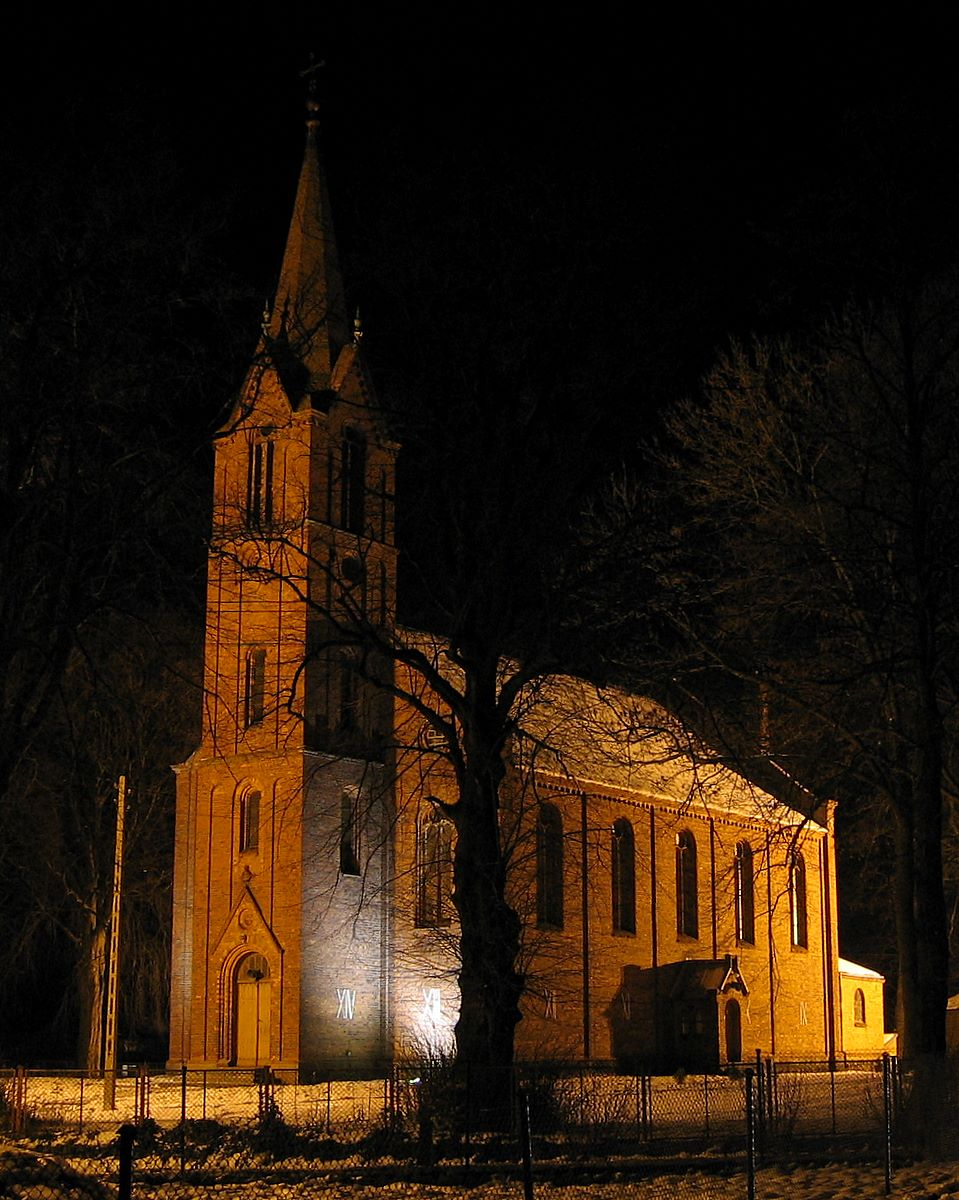
Kościół Wniebowstąpienia Pańskiego

## Zabytki
- ceglany kościół (nr rej.: A-310 z 24.04.2007) neoromański z 1880, wewnątrz organy

inne
- nieczynny cmentarz przykościelny (nr. rej. A-310 z 24.04.2007)
- dom, rzemiosła, obecnie dom mieszkalny, ul. Kołobrzeska 20/22 (d.11/12), szach., XVIII/XIX, nr rej.: A-1061 z 13.04.1964[9]

## Edukacja i kultura
We wsi znajduje się Zespół Szkół im. Adama Mickiewicza – do której uczęszcza około 350 uczniów. Jest także mini-muzeum PRL-u połączone z biblioteką, które znajdują się obok siedziby poczty.

## Sport
Od 2000 roku działa tutaj klub piłki nożnej Rasel Dygowo, grający w sezonie 2023/2024 w IV lidze, gr. zachodniopomorskiej.

## Wyróżnienia
W 2010 r. plac Wolności w Dygowie wyróżniony został w Konkursie na Najlepiej Zagospodarowaną Przestrzeń Publiczną w Polsce. Konkurs organizowany jest corocznie przez Towarzystwo Urbanistów Polskich, a wyróżnienie przyznane zostało za odkrycie potencjału miejsca i prawidłowe jego zagospodarowanie dla potrzeb społeczności lokalnych, nadając tym samym nowy charakter miejscowości.